# Tranquillo Barnetta
Tranquillo Barnetta (født 22. maj 1985 i St. Gallen) er en schweizisk fodboldspiller. Han spiller på midtbanen for FC St. Gallen og på Schweiz' fodboldlandshold. Barnettas forældre er italienske, men han voksede op i nærheden af St. Gallen og har spillet for det schweiziske landshold siden han var 21 år gammel.
Barnetta begyndte karrieren hos FC St. Gallen, men blev tidligt hentet af tyske Bayer Leverkusen.